# Aurelio Gazzera
Aurelio Gazzera OCD (ur. 27 maja 1964 w Cuneo) – włoski duchowny rzymskokatolicki pracujący w Republice Środkowoafrykańskiej, karmelita bosy,  biskup koadiutor Bangassou od 2024 

## Życiorys

### Prezbiterat
27 maja 1989 otrzymał święcenia kapłańskie w Zakonie Braci Karmelitów Bosych Najświętszej Maryi Panny z Góry Karmel. Po święceniach pracował w niższym seminarium zakonnym w Arenzano. W 1992 rozpoczął pracę na terenie Republiki Środkowoafrykańskiej, początkowo jako asystent i kierownik pierwszego rocznika w niższym seminarium w Yole. W 2003 został proboszczem zakonnej parafii w Bozoum oraz kierownikiem Caritas diecezji Bouar, a w 2020 został dyrektorem szkoły w Baoro.

### Episkopat
23 lutego 2024 papież Franciszek mianował go biskupem koadiutorem Bangassou.
9 czerwca 2024 otrzymał święcenia biskupie w Katedrze Niepokalanego Poczęcia NMP w Bangi. Udzielił mu ich kardynał Dieudonné Nzapalainga. 